# José Alberto Gonzales
José Alberto Gonzáles Samaniego (La Paz, Bolivia; 8 de enero de 1962) más conocido como Gringo Gonzáles. Es un periodista, presentador de TV y político boliviano. Desempeñó labores como cónsul general en Argentina y embajador de Bolivia en Brasil durante el segundo gobierno del presidente Evo Morales Ayma. Posteriormente, fue elegido como senador por el Departamento de La Paz y a la vez como presidente de la Cámara Alta de Bolivia desde el año 2015 al 2018, tras la renuncia de sus funciones de la Cámara de Senadores. Actualmente, es Embajador de Bolivia ante la Organización de los Estados Americanos.

## Carrera política
En 2014 se presentó como candidato a Senador por el partido MAS-IPSP, representando al Departamento de La Paz, resultando electo. 
El 19 de enero de 2015 fue posesionado como senador y elegido como presidente de su cámara.
El 14 de agosto de 2018 anunció su renuncia irrevocable como senador y presidente de la Cámara de Senadores. Según declaraciones del vicepresidente Álvaro García Linera, Gonzales ya había hablado con el presidente, Evo Morales, sobre su deseo de apartarse del Senado debido a razones familiares. Tras su renuncia como senador y presidente de la Cámara de Senadores, le sucedió en el cargo de presidente el senador por Chuquisaca Milton Barón Hidalgo. 
| Predecesor: Eugenio Rojas Apaza | Presidente del Senado del Estado Plurinacional de Bolivia 19 de enero de 2015 - 14 de agosto de 2018 | Sucesor: Milton Barón Hidalgo |